# Pierre Cassignard
Pierre Cassignard, né le 19 décembre 1965 à Sainte-Foy-la-Grande, (Gironde) et mort le 20 décembre 2021 à Marseille 15e, est un comédien et metteur en scène français.
Il remporte le Molière du comédien en 1997 pour le double rôle de Tonino et Zanetto dans Les Jumeaux vénitiens.

## Biographie

### Jeunesse
Pierre Cassignard est né à Sainte-Foy-la-Grande (Gironde). Après son baccalauréat, il monte à Paris en 1984 pour intégrer l'École nationale de la Rue Blanche (aujourd'hui à Lyon). Il obtient un premier engagement au théâtre de la Renaissance en 1987 dans Un jardin en désordre d'Alan Ayckbourn, où il incarne le fils de Delphine Seyrig.

### Carrière
Au théâtre, le comédien alterne les pièces classiques et modernes : Corneille (L'illusion comique), Tchekhov (Oncle Vania), Georges Feydeau (On purge bébé), La locandiera de Carlo Goldoni, L'Amant de Harold Pinter, Folle Amanda, de Pierre Barillet et Jean-Pierre Grédy, Un grand cri d'amour de Josiane Balasko, etc.
Au cinéma, il tourne dans Les Poupées russes de Cédric Klapisch, L'Étudiante et Monsieur Henri d'Ivan Calbérac, Mince alors 2 ! de Charlotte de Turckheim, etc., et à la télévision dans de nombreuses séries et téléfilms.
Il crée en septembre 2018 un récital autour du répertoire d'Yves Montand, Un soir avec Montand, accompagné au piano seul par Patrice Peyriéras ou Paul Staïcu (direction musicale : Patrice Peyriéras). Il avait découvert Montand à l'Olympia à l'âge de 15 ans, ce qui l'avait décidé à devenir comédien.

### Mort et hommages
Pierre Cassignard meurt le 20 décembre 2021 à l'âge de 56 ans, des suites d'un cancer,,. De nombreux hommages lui sont rendus de la part des personnalités du monde du spectacle. Ses obsèques se tiennent dans l'intimité familiale, dans le Vaucluse.
En mai 2022, une plaque est dévoilée à son nom dans sa commune natale de Sainte-Foy-la-Grande.

## Théâtre

### Comme acteur
- 1987 : Un jardin en désordre d'Alan Ayckbourn, mise en scène Stuart Seide, théâtre de la Renaissance
- 1991 : Un pli, mise en scène Daniel Mesguich, Festival d'Avignon
- 1995 : Des jours entiers des nuits entières de Xavier Durringer, mise en scène Stéphanie Chévara
- 1995 : L'Illusion comique de Corneille, mise en scène Arlette Téphany, La Limousine Limoges
- 1996 : Les Jumeaux vénitiens de Carlo Goldoni, mise en scène Gildas Bourdet, théâtre de la Criée, théâtre de l’Eldorado, théâtre Hébertot
- 1997 : Bel-Ami de Pierre Laville d'après Guy de Maupassant, mise en scène Didier Long, théâtre Antoine
- 1999 : De si bons amis de Joe Penhall, mise en scène Stéphan Meldegg, théâtre La Bruyère
- 2000 : On ne refait pas l’avenir d’Anne-Marie Étienne, mise en scène de l'auteur, théâtre des Bouffes-Parisiens
- 2003 : Oncle Vania d'Anton Tchekhov, mise en scène Julie Brochen, théâtre de l'Aquarium, théâtre de Sartrouville et des Yvelines
- 2004 : Trois Jours de pluie de Richard Greenberg, mise en scène Jean-Marie Besset et Gilbert Désveaux, théâtre de l'Atelier
- 2004 : Devinez Qui ? Dix Petits Nègres d'Agatha Christie, mise en scène Bernard Murat, théâtre du Palais-Royal
- 2005 : La locandiera de Carlo Goldoni, mise en scène Alain Sachs, théâtre Antoine
- 2006 : Adultères de Woody Allen, mise en scène Benoît Lavigne, théâtre de l'Atelier
- 2008 : Un couple idéal de Jean-Marie Besset, mise en espace Jean-Luc Revol, Festival Nouveaux Auteurs dans la Vallée de l’Aude
- 2008 : Good Canary de Zach Helm, mise en scène John Malkovich, théâtre Comedia
- 2010 : On purge bébé et Léonie est en avance de Georges Feydeau, mise en scène Gildas Bourdet, théâtre du Palais-Royal
- 2010 : L'Amant de Harold Pinter, mise en scène Didier Long, théâtre Marigny-Salle Popesco
- 2011 : Madame Sans Gêne de Victorien Sardou, mise en scène Alain Sachs, théâtre Antoine
- 2012 : Le Kiné de Carcassonne de Jean-Marie Besset, mise en scène Gilbert Désveaux, Festival Nouveaux Auteurs dans la Vallée de l'Aude
- 2012 : L'Enterrement (Festen... la suite), de Thomas Vinterberg et Mogens Rukovmise, mise en scène par Daniel Benoin, théâtre national de Nice, théâtre des Célestins, théâtre du Rond-Point
- 2013 : Hollywood de Ron Hutchinson, mise en scène Daniel Colas, tournée
- 2013 : La Chanson de l'éléphant de Nicolas Billon, mise en scène Bruno Dupuis, Petit Montparnasse
- 2014 : Hollywood de Ron Hutchinson, mise en scène Daniel Colas, théâtre de la Michodière
- 2015 : Un amour qui ne finit pas d'André Roussin, mise en scène Michel Fau, théâtre Montansier, théâtre de l'Œuvre
- 2016 : Un amour qui ne finit pas d'André Roussin, mise en scène Michel Fau, théâtre Antoine
- 2016 : Darius de Jean-Benoît Patricot, mise en scène Anne Bouvier, théâtre du Chêne Noir, Festival off d'Avignon
- 2017 : Folle Amanda, de Pierre Barillet et Jean-Pierre Grédy, mise en scène Marie Pascale Osterrieth, théâtre de Paris
- 2017 : C'est encore mieux l'après-midi de Ray Cooney adaptation française Jean Poiret mise en scène José Paul, théâtre Hébertot
- 2017 : Darius de Jean-Benoît Patricot, mise en scène Anne Bouvier, Théâtre des Mathurins, tournée
- 2017 : Ça va ? de Jean-Claude Grumberg, mise en scène Daniel Benoin, théâtre du Rond-Point et tournée
- 2019 : C'est encore mieux l'après-midi de Ray Cooney, adaptation Jean Poiret, mise en scène José Paul, tournée
- 2019 : Un grand cri d'amour de Josiane Balasko, mise en scène Marie Pascale Osterrieth, théâtre des Bouffes-Parisiens

### Comme metteur en scène
- 2016 : Mange de Bénédicte Fossey et Éric Romand
- 2017 : Comme à la maison de Bénédicte Fossey et Éric Romand

## Filmographie

### Cinéma
- 1990 : Le Provincial : le serveur
- 1995 : Une femme française de Régis Wargnier : inspecteur
- 1997 : Le Septième Ciel : Étienne
- 1999 : Le Sourire du clown : l'homme violent
- 1999 : Tôt ou tard : Julien
- 2002 : Vivante de Sandrine Ray : Louis
- 2003 : Violence des échanges en milieu tempéré : Thierry Molinaro
- 2005 : Tout pour plaire de Cécile Telerman : Benoît
- 2005 : Les Poupées russes de Cédric Klapisch : Platane
- 2007 : J'aurais voulu être un danseur : Guy jeune
- 2007 : Demandez la permission aux enfants : David
- 2009 : Un homme et son chien de Francis Huster : Jean-Luc
- 2011 : La Conquête de Xavier Durringer : Frédéric Lefèbvre
- 2015 : L'Étudiante et Monsieur Henri d'Ivan Calbérac : Jérôme
- 2021 : Mince alors 2 ! de Charlotte de Turckheim : Carlos

### Télévision
- 1994 : Maigret et la vieille dame : Henri
- 1996 : Un week-end en Bourgogne : Simon
- 1996 : À découvert : Cyril
- 1997 : Une soupe aux herbes sauvages : Rodolphe
- 1997 : Viens jouer dans la cour des grands : Antony
- 2000 : Passion assassine : Eric
- 2000 : Jeanne, Marie et les autres : Auguste
- 2001 : Les Ex font la loi : Guillaume
- 2001 : De toute urgence : Martin
- 2001 : Agathe et le grand magasin : Deboz
- 2002 : L'Héritière : Pierre Valec
- 2002 : La Torpille : Thierry Dalbi
- 2003 : La Bastide bleue : Vincent Rivière
- 2003 : Le Don fait à Catchaires : Moshé Rosenberg
- 2003 : Il court, il court le furet : Pierre
- 2003 : Faux frères, vrais jumeaux : Alexandre Maricacci / Jérôme Maricacci
- 2003 : Droit d'asile : le curé Paul
- 2003 : L'Adorable Femme des neiges : François Marquand
- 2005 : Joséphine, ange gardien - épisode Trouvez-moi le prince charmant : Antoine
- 2007 : Un juge sous influence : Raoul Duval
- 2008 : Roue de Secours : Laurent / Laurence Bibouche
- 2008 : Une enfance volée : L'affaire Finaly : Moïse Keller
- 2008 : La Cour des grands : Bertrand Claverie
- 2010 : Le Grand restaurant de Gérard Pullicino
- 2010 : Notre Dame des barjots d'Arnaud Sélignac
- 2010 : Boulevard du Palais - épisode Notre enfant : Jean Mathieu
- 2011 : Empreintes criminelles de Christian Bonnet : Julien Valour
- 2011 : Jeanne Devère de Marcel Bluwal : Pascal Pia
- 2012 : Je retourne chez ma mère de Williams Crépin : François
- 2012 : Toussaint Louverture de Philippe Niang : le général Laveaux
- 2012 : Chambre 327 de Benoît d'Aubert : Romain Dechassey
- 2012 : Eléonore l'intrépide d'Ivan Calbérac
- 2013 : Interdit d'enfants de Jacques Renard
- 2015 : Stavisky, l'escroc du siècle de Claude-Michel Rome
- 2015 : Meurtres à Étretat de Laurence Katrian
- 2015 : Le Sang de la vigne de Régis Musset, épisode Un coup de rosé bien frappé
- 2016 : Section de recherches (S10E10 à S10E12) : Stanislas Perard/Meyer
- 2016 : La Loi de Pauline de Philippe Venault
- 2018 : Mémoire de sang d'Olivier Guignard
- 2020 : Caïn, épisode 4 Mystification de la saison 8
- 2021 : Les Petits Meurtres d'Agatha Christie, saison 3 épisode 3 Le Vallon : le professeur Rivière

## Distinctions

### Récompense
- Molières 1997 : Molière du comédien pour Les Jumeaux vénitiens[7],[8]

### Nominations
- Molières 1997 : Molière de la révélation théâtrale pour Les Jumeaux vénitiens
- Molières 2005 : Molière du comédien pour La locandiera